# 長圓銀鱸
長圓銀鱸（学名：Gerres oblongus），又稱長身鑽嘴魚，俗名碗米仔，為輻鰭魚綱鱸形目鑽嘴魚科的其中一個種。

## 分布
本魚分布於印度西太平洋區，包括東非、馬達加斯加、模里西斯、留尼旺、塞席爾群島、馬爾地夫、紅海、波斯灣、阿拉伯海、斯里蘭卡、印度、孟加拉灣、安達曼海、泰國、緬甸、柬埔寨、馬來西亞、菲律賓、印尼、日本、台灣、中國沿海、新幾內亞、馬里亞納群島、帛琉、密克羅尼西亞、馬紹爾群島、諾魯、斐濟群島、萬納杜、薩摩亞群島、東加、澳洲、所羅門群島、新喀里多尼亞等海域。该物种的模式产地在斯里兰卡。

## 深度
水深5至30公尺。

## 特徵
本魚體延長卵圓而側扁，較其他種類為長身，其標準體長為其體高3至3.2倍，體呈銀白色。背鰭第二棘有些會延長，尾鰭深分叉。背鰭硬棘9枚、軟條10枚；臀鰭硬棘3枚、軟條7枚。體長可達30公分。

## 生態
屬於熱帶、亞熱帶內灣及沿岸沙泥底棲性魚類，喜歡群聚，有時會游到岩礁區邊緣，肉食性，以底棲無脊椎動物為食。產卵期會洄游到在外围礁石边缘附近的特定的沙地在月圓期間在午後接近傍晚時產卵。

## 經濟利用
為中小型食用魚，多刺，適合以油炸的方式食用。